# Karol Schubert
Karol Stanisław Schubert (ur. 1 marca 1864 w Marszowicach, zm. 1954) – generał dywizji Wojska Polskiego, uczestnik I wojny światowej i wojny polsko-bolszewickiej.

## Życiorys

### Młodość i służba w Cesarskiej i Królewskiej Armii
Był synem Karola i Honoraty z Fiszerów. Żonaty z Hubrych. Miał dwoje dzieci: Irena (ur. 1 stycznia 1899) i Eryk (ur. 3 września 1903). W 1897 ukończył 5 klasowe gimnazjum niższe w Bochni i wstąpił do Szkoły Kadetów Piechoty w Łobzowie. 23 marca 1881 rozpoczął zawodową służbę w cesarskiej i królewskiej Armii. Kolejno zajmował stanowiska w 56 pułku piechoty w Krakowie i Wadowicach (do 19 maja 1893), adiutanta dowódcy batalionu w Stryju (do 19 października 1894) i oficera Pułku Piechoty Obrony Krajowej Nr 18 w Przemyślu. W tej ostatniej jednostce pełnił służbę w Komendzie Uzupełnień Pułku i na stanowisku dowódcy kompanii (1896 – 18 maja 1910). Przeniesiony do Wiednia został oficerem sztabowym do szczególnej służby przy 1 pułku ptrzelców. 19 sierpnia 1914 mianowany dowódcą batalionu w 1 Wiedeńskim pułku pospolitego ruszenia, a 23 listopada 1914 dowódcą tego pułku. 23 stycznia 1915 zdał dowodzenie pułkiem by już 19 lutego zostać dowódcą Pułku Piechoty Obrony Krajowej Nr 32. Nową jednostką dowodził do kwietnia 1918, kiedy to został szefem Oddziału I Personalnego w Ministerstwie Obrony Krajowej w Wiedniu. W okresie od sierpnia 1914 do marca 1918 na froncie rosyjskim i włoskim spędził łącznie 45 miesięcy. Przewrót polityczny w listopadzie 1918 zastał go w Wiedniu. Względy służbowe i stosunki rodzinne uniemożliwiły mu natychmiastowy powrót do kraju. W kwietniu 1919 wysłał do ministra spraw wojskowych list z prośbą o przyjęcie do służby. List nie dotarł do adresata. Z zapisów w cyrkularzu polskiej Komisji Likwidacyjnej w Wiedniu wynika, że w maju 1919 złożył pisemną prośbę o przyjęcie do służby w Wojsku Polskim. Nie mogąc się oprzeć popędami serca i umysłu i czując się jeszcze zdolnym, do odbycia służby wojskowej ponownie złożył pisemnie podanie o przyjęcie go do armii polskiej z tym przekonaniem i zapewnieniem, że pełniąc przez te długie lata obowiązki żołnierskie według najlepszej wiedzy i jako sumienny austriacki oficer potrafi tak samo pełnić te same obowiązki w WP. Do czasu służby w WP zaliczono mu łącznie 37 lat, 8 miesięcy i 7 dni służby w c. k. armii (przed 1 września 1918).

### Służba w Wojsku Polskim
12 grudnia 1919 przyjęty został do Wojska Polskiego. 3 lutego 1920 mianowany dowódcą XIII Brygady Piechoty. 24 marca 1920 objął dowództwo 7 Dywizji Piechoty. Na tym stanowisku 30 lipca 1920 zatwierdzony został w stopniu generała podporucznika z dniem 1 kwietnia tego roku. „Objął 7 DP, gdy była jeszcze jednostką nie wypróbowaną. W czasie odwrotu spod Kijowa stworzył z niej jedną z najlepszych dywizji armii.” Pod koniec wojny z bolszewikami objął w zastępstwie dowództwo nad Grupą gen. Jędrzejewskiego. 30 czerwca 1921 powierzono mu dowodzenie 14 Dywizją Piechoty. 1 listopada 1922 mianowany został dowódcą Okręgu Korpusu Nr IX w Brześciu. 4 kwietnia 1924 objął stanowisko przewodniczącego Oficerskiego Trybunału Orzekającego. Z dniem 31 maja 1925 został przeniesiony w stan spoczynku.

### Poza wojskiem
1 października 1925 nabył za gotówkę 8 morgową posiadłość we wsi Prądy koło Bydgoszczy (obecnie dzielnica miasta), gdzie pracował i mieszkał do 1939. 3 września 1939 wraz żoną i innymi uchodźcami opuścił dom i ewakuował się w kierunku Warszawy, w okolice Sochaczewa. 23 września 1939 powrócił do swego majątku. Przed ewakuacją z Bydgoszczy oddał na przechowanie do firmy Rawa ruchomości i wartościowe przedmioty zapakowane do 24 skrzyń, które wskutek działań wojennych zaginęły. Jego dom został całkowicie ograbiony z wszelkich ruchomości, a przy wjeździe do Bydgoszczy Policja niemiecka odebrała mu także posiadaną gotówkę i przedmioty wartościowe wskutek czego pozostał wraz chorowitą żoną bez środków do życia. Przez kilka miesięcy utrzymywał się tylko ze wsparcia życzliwych ludzi. Wobec widma śmierci głodowej zwrócił się do władz niemieckich z prośbą o wysiedlenie do Krakowa lub pozostawienie w dotychczasowym miejscu zamieszkania z prawem do emerytury za służbę w c. k. armii, co było zgodne z ówczesnym stanem prawnym. Prośbę generała poparł przełożony z wielkiej wojny, marszałek polny August Urbanski von Ostrymiecz, Polak z pochodzenia, mieszkający pod Grazem w Austrii. Po 10 dniach otrzymał zawiadomienie z Kancelarii Rzeszy, że jego prośba o emeryturę została skierowana do Wydziału Zaopatrzenia przy Naczelnym Dowództwie niemieckich Sił Zbrojnych. Z braku środków do życia zmuszony był udać się po wsparcie do Urzędu Opieki Społecznej w Bydgoszczy, gdzie otrzymał zapomogę pieniężną w wysokości 20 marek niemieckich miesięcznie z zobowiązaniem zwrotu zapomogi w razie poprawy warunków materialnych. Urząd Zaopatrzenia w Gdańsku uzależnił wypłatę emerytury z czasów austriackich od wykazu niemieckiego. Tak samo postąpiła Kasa Oszczędności, w której miał drobny depozyt. Uzależniła wypłatę depozytu od przedłużenia tegoż dokumentu. Wreszcie władze powiatowe przyrzekły wypłacić odszkodowanie za skradzione względnie utracone we wrześniu 1939 r. ruchomości o ile wnioskodawca wykaże się dowodem niemieckim. Przez cały rok 1940 żył wraz rodziną w absolutnej nędzy po czym został wmieszany dochodzenie karne. Max Dietrich z Lipnik pod Bydgoszczą oskarżył generała wobec komisarza obwodowego Herolda o to, że przed wybuchem wojny miał do niego powiedzieć „Wszystkich Szwabów i łajdaków należałoby wystrzelać, jak bym miał przy sobie pistolet to bym sam jemu w łeb strzelił”. Doniesienie to groziło śmiercią. Komisarz Herold, były student Uniwersytetu Jagiellońskiego, poradził generałowi, że jeżeli chce uniknąć dalszych szykan lub fizycznej likwidacji musi przyjąć obywatelstwo niemieckie. W wigilię roku 1940 miała miejsce kolejna szykana. Tym razem Niemcy zburzyli gołębnik pomalowany w barwy narodowe, do którego zamocowane były biało-czerwone chorągiewki wskazujące kierunki świata. Ponadto wysadzono w powietrze żelazne bramy i furtki, przewracano płoty i grożono generałowi śmiercią. Działając pod przymusem i wbrew swej woli z początkiem roku 1941 podpisał volkslistę. Listę dostarczył komisarz Herbod mówiąc „Pan ma niemieckie nazwisko, polityką się nigdy nie zajmował, był tylko całe życie żołnierzem, więc wręczam Panu niebieski wykaz dla poprawy bytu”. Podpisując volkslistę uważał jedynie za formalność chroniącą go przed biologicznym zniszczeniem i umożliwiającą starania o emeryturę. Do końca wojny nie wstąpił do żadnej organizacji niemieckiej, na żadne zebrania nie uczęszczał, z nikim z Niemców nie obcował, a odwiedzał jedynie swoich sąsiadów, polską rodzinę inż. Mojzesowicza. Po podpisaniu volkslisty uposażenie emerytalne otrzymywał warunkowo na czas zamieszkania w granicach Rzeszy w wysokości około 500 RM. Odszkodowania za utracone mienie i innych świadczeń pieniężnych nie otrzymał. W styczniu 1945 r. odmówił ewakuacji i pozostał w domu.
20 marca 1945 wraz z żoną został zatrzymany przez funkcjonariuszy MO i osadzony w Obozie Pracy w Potulicach. W obozie 2 lipca 1945 umarła żona generała. On sam przez funkcjonariuszy więziennych traktowany był jak zdrajca. Był przesłuchiwany nocami i nakłaniany do samobójstwa. Grożono mu utratą życia. Wyrokiem Sądu Specjalnego w Bydgoszczy mienie generała uległo konfiskacie na rzecz Skarbu Państwa. 29 października 1945 Sąd Grodzki w Bydgoszczy przywrócił mu obywatelstwo polskie i nakazał zwolnienie jego majątku spod zajęcia. Specjalny Sąd Karny w Toruniu na sesji wyjazdowej w Bydgoszczy postanowił zaskarżyć decyzje Sądu Grodzkiego i uchylić wniosek Karola Stanisława Schuberta o rehabilitację. Znaleźli się świadkowie, którzy twierdzili że posiadają dowody obciążające w jego sprawie. Po przesłuchaniu w charakterze świadków byłych urzędników starostwa bydgoskiego Zofii Buczkoskiej, Stanisława Muszyńskiego i Jana Szczukowskiego, których zeznania były dla gen. Schuberta obciążające, postanowił oddalić, pozbawić go na zawsze praw publicznych, obywatelskich i honorowych, uznać całe jego mienie za przepadłe i obciążyć go kosztami postępowania za obie instancje. Po zwolnieniu z obozu schronienie znalazł u córki i jej męża, mjr. Edmunda Pożniaka. Pochowany na cmentarzu parafialnym w Dąbrówce Nowej w gminie Sicienko.

## Awanse
- porucznik 1886
- nadporucznik 1890
- kapitan 1897
- major 1910
- podpułkownik 1913
- pułkownik 1915
- generał podporucznik zatwierdzony 30 lipca 1920 z dniem 1 kwietnia 1920
- generał dywizji 29 maja 1922 zweryfikowany ze starszeństwem z 1 czerwca 1919

## Ordery i odznaczenia
- Krzyż Srebrny Orderu Wojskowego Virtuti Militari (1921)[6]
- Krzyż Oficerski Orderu Odrodzenia Polski
- Krzyż Walecznych (16 czerwca 1922)
- Złoty Krzyż Zasługi
- Krzyż Oficerski Legii Honorowej (Francja, zezwolenie Naczelnika Państwa w 1922)[7]
- Kawaler Orderu Leopolda (Austro-Węgry)
- Order Żelaznej Korony III klasy (Austro-Węgry)
- Krzyż Wojskowy Karola (Austro-Węgry)
- Krzyż Zasługi Wojskowej III klasy (Austro-Węgry)
- Srebrny medal zasługi
- Brązowy medal zasługi
- Żelazny Krzyż